# 明田川進
明田川 進（あけたがわ すすむ、1941年11月28日 - ）は、日本の音響監督。株式会社マジックカプセル代表取締役。京都精華大学マンガ学部アニメーション学科教授。

## 経歴
日本のアニメーション音響制作の第一人者。「明日川進」と誤表記されることが多い。
虫プロダクションに入社し、音響監督の田代敦巳に師事。1968年、田代敦巳と杉井ギサブローらと共にグループ・タックの設立に参加する。グループ・タック退社後はサンリオ・手塚プロダクションを経て、1970年に音響制作会社のマジックカプセルを設立した。
子に同じく音響監督の明田川仁がいる。三間雅文は親戚であり弟子の一人。

## 参加作品
※ 特記のない限り全て音響監督としての参加

### テレビアニメ
1967年
- リボンの騎士

1968年
- アニマル1
- わんぱく探偵団
- 佐武と市捕物控

1970年
- 天才バカボン

1971年
- ふしぎなメルモ

1973年
- ワンサくん
- 空手バカ一代

1980年
- マリンスノーの伝説

1984年
- GALACTIC PATROL レンズマン

1986年
- ワンダービートS

1993年
- ジャングルの王者ターちゃん

1994年
- 3丁目のタマ うちのタマ知りませんか?（第2期）

1995年
- ぼのぼの

1996年
- エルフを狩るモノたち

1997年
- エルフを狩るモノたちII
- はれときどきぶた（アフレコ演出）

2001年
- カスミン

2002年
- カスミン 第2シリーズ
- わがまま☆フェアリー ミルモでポン!

2003年
- おもいっきり科学アドベンチャー そーなんだ!
- カスミン 第3シリーズ
- わがまま☆フェアリー ミルモでポン! ごおるでん

2004年
- わがまま☆フェアリー ミルモでポン! わんだほう
- アガサ・クリスティーの名探偵ポワロとマープル

2005年
- わがまま☆フェアリー ミルモでポン! ちゃあみんぐ
- 戦国英雄伝説 新釈 眞田十勇士 The Animation

2006年
- うたわれるもの

2007年
- デルトラクエスト
- かみちゃまかりん
- しゅごキャラ!

2008年
- しゅごキャラ!! どきっ
- TYTANIA -タイタニア-

2009年
- グイン・サーガ
- しゅごキャラ!!! どっきどき
- ティアーズ・トゥ・ティアラ

2017年
- “栄光なき天才たち”からの物語
- 妖怪アパートの幽雅な日常

### 劇場アニメ
1966年
- 新ジャングル大帝 進めレオ！（音響）

1969年
- 千夜一夜物語（音響）

1970年
- クレオパトラ（音響）

1980年
- 火の鳥2772 愛のコスモゾーン（製作）

1982年
- 象のいない動物園

1983年
- 幻魔大戦（プロデューサー）
- はだしのゲン

1984年
- SF新世紀レンズマン

1985年
- カムイの剣（音響プロデューサー）
- ペンギンズ・メモリー 幸福物語
- ボビーに首ったけ

1986年
- 時空の旅人
- はだしのゲン2
- 火の鳥 鳳凰編（音響プロデューサー）

1987年
- 風が吹くとき（日本語版音響監督）
- ゴキブリたちの黄昏
- ほえろブンブン

1988年
- AKIRA
- 銀河英雄伝説 わが征くは星の大海
- 火の雨がふる

1989年
- 伊勢湾台風物語
- 迷宮物語

1990年
- キムの十字架

1991年
- うしろの正面だあれ

1992年
- 銀河英雄伝説外伝 黄金の翼

1993年
- お星さまのレール
- 銀河英雄伝説 新たなる戦いの序曲

1996年
- PiPi とべないホタル

1997年
- 地球が動いた日

### OVA
1987年
- スペース・ファンタジア 2001夜物語
- 火の鳥 ヤマト編
- 火の鳥 宇宙編
- 夢幻紳士 冒険活劇編

1988年
- 銀河英雄伝説

1989年
- 紅い牙 ブルー・ソネット

1990年
- ウルトラ・スーパー・デラックスマン
- ニューイヤー星調査行
- ひとりぼっちの宇宙戦争
- ポストの中の明日
- 八神くんの家庭の事情

1991年
- おれ、夕子
- カンビュセスの籤
- スローステップ
- 絶滅の島
- 創竜伝
- みどりの守り神

1992年
- のぞみウィッチィズ

1993年
- ザ・コクピット

1994年
- おさかなはあみの中
- リカちゃんとヤマネコ 星の旅

1997年
- 綾音ちゃんハイキック!
- 企業戦士YAMAZAKI

1999年
- まんがビデオ 仮面ライダー

### その他
1968年
- マイティジャック（選曲）

1973年
- 恐怖劇場アンバランス（音響）

1974年
- ウルトラマンレオ（選曲担当）

1988年
- ~宇宙とコミュニケート~Let's Talk!（音響監督、瀬戸大橋博'88岡山でのNTTパビリオン内上映アニメ）

1999年
- シェンムー（音響監督）